# NGC 1901
NGC 1901 ist die Bezeichnung eines offenen Sternhaufens im Sternbild Dorado. Das Objekt wurde am 30. Dezember 1836 von John Herschel entdeckt.